# Зеломићи (Калиновик)
Зеломићи су насељено мјесто у општини Калиновик, Република Српска, БиХ. Према попису становништва из 2013. ово мјесто је без становника. Према попису становништва из 1991. у насељу је живјело 64 становника.

## Географија
Зеломићи се налазе на падинама Трескавице на надморској висини од око 1000 метара. Насеље је подијељено ентитетском линијом, тако да је 0,8 km² припало Општини Калиновик, док је 15,8 km² припало Граду Коњицу у Херцеговачко-неретванском кантону, Федерација Босне и Херцеговине.

## Становништво
По последњем службеном попису становништва из 1991. године, у насељу Зеломићи живела су 64 становника. Већина становника су били Муслимани.
| Националност | 2013. | 1991.       | 1981.       | 1971.        |
| Муслимани    | –     | 61 (95,31%) | 84 (95,45%) | 108 (82,44%) |
| Срби         | –     | 3 (4,69%)   | 4 (4,545%)  | 23 (17,56%)  |
| Укупно       | 0     | 64          | 88          | 131          |

| Демографија | Демографија | Демографија |
| Година      | Становника  | Становника  |
| ----------- | ----------- | ----------- |
| 1961.       | 145         |             |
| 1971.       | 131         |             |
| 1981.       | 88          |             |
| 1991.       | 64          |             |
| 2013.       | 0           |             |